# Marcel Émile Haegelen
Marcel Émile Haegelen (ur. 13 września 1896, zm. 24 maja 1950) – francuski as myśliwski z czasów I wojny światowej. Osiągnął 23 zwycięstw powietrznych. Należał do grona asów posiadających honorowy tytuł Balloon Buster.
Po wybuchu wojny został przydzielony do 27e Régiment d'Infanterie de Ligne. W lipcu 1915 roku został przeniesiony do lotnictwa. Licencję pilota otrzymał 10 stycznia 1916 roku. Został przydzielony do jednostki liniowej i rozpoczął służbę w Escadrille 3 (N 3). Pierwsze zwycięstwo odniósł na samolocie Nieuport 27 maja 1917 roku. Na początku 1918 roku został przydzielony do Escadrille 100 (SPA 100) wyposażonej w samoloty SPAD XIII.
Do końca wojny odniósł łącznie 23 potwierdzone zwycięstwa oraz 3 prawdopodobne.
Po zakończeniu działań wojennych pracował w lotnictwie cywilnym. Od 1923 roku osiadł w miejscowości Longvic koło Dijon i założył aeroklub l’Aéroclub de la Côte d’O. Od 1928 roku pracował jako pilot oblatywacz w wytwórni samolotów Hanriot.
W czasie II wojny światowej w stopniu podpułkownika latał na samolocie Curtiss P-36 Hawk. W dniu 5 czerwca 1940 brał udział w bitwie powietrznej z samolotami Heinkel 111, podczas której wspólnie z polskimi pilotami V Klucza Kominowego „Kos”: kpt. Kazimierzem Kosińskim, kpr. Janem Kremskim, kpr. Adolfem Pietrasiakiem i por. Marianem Wesołowskim brał udział w zestrzeleniu 3 i uszkodzeniu 2 samolotów (pilotom zaliczono po 3/5 zestrzelenia i 2/5 uszkodzenia). Po porażce Francji działał w ruchu oporu, w 1943 roku został zaaresztowany i przebywał w więzieniu w Bourges do wyzwolenia.
Zmarł 24 maja 1950 roku w szpitalu wojskowym w Paryżu i został pochowany na cmentarzu w Ris-Orangis.

## Odznaczenia
- Legia Honorowa;
- Médaille militaire;
- Krzyż Wojenny (Francja)[2] .